# Örebro
Örebro (švédsky  œrɛˈbruː) je město ve středním Švédsku, hlavní město stejnojmenné provincie.
Město bylo založeno v roce 1404. Podle údajů z roku 2010 zde žije 140 599 obyvatel. Ve městě se nachází univerzita, na které v současnosti působí více než 16 000 studentů. Nedaleko od města se nachází jeden z největších vodních parků ve Skandinávii.

## Dějiny
Örebro dostalo městská práva prostřednictvím královské charty v roce 1404.
Örebro v překladu znamená most přes štěrkové břehy. Řeka Svartån protéká městem a vlévá se do jezera Hjälmaren. Polohou ve středu země bylo město předurčeno stát se přirozeným centrem obchodu ve středověké Skandinávii, což je uvedeno již v záznamech z 13. století. Staré budovy z těchto dob jsou například základy městského kostela, budovy, která prošla mnoha úpravami. Přirozeným centrem města byl hrad Örebro, který se nachází na ostrově uprostřed řeky Svartån a který rozděluje město na severní a jižní část. Byl postaven během správcovství jarla Birgera na počátku 13. století a během vlády Gustava Vasy kolem roku 1560 byl zvětšen a upraven.
Pozoruhodné události v historii města zahrnují parlamentní zasedání v Örebro v roce 1810, kdy Jean-Baptiste Bernadotte byl zvolen švédským korunním princem.
I když Örebro bylo v minulosti důležitým obchodním centrem, začalo se dynamicky rozvíjet zejména od poloviny 19. století, kdy se stalo významným centrem obuvnického průmyslu.

## Pamětihodnosti města
Zámek Örebro je jedním ze symbolů města. Staré město Wadköping se rozprostírá na březích řeky Svartån. Nachází se tam množství dřevěných domů z 18. a 19. století, je místem výstav a domovem několika muzeí. Vodní věž v Örebro má název Svampen (Hřib) z důvodu jejího neobvyklého tvaru. Je to také populární vyhlídková věž s restaurací v nejvyšší části a v roce 1958 byla kopie věže postavena v Rijádu v Saúdské Arábii.
Univerzita v Örebro je jednou z nejmladších v zemi. Vznikla v roce 1999 a v současnosti má přibližně 16 000 studentů. Gusavsvik, největší aquapark ve Skandinávii se nachází jen jeden kilometr od centrální části města. S přibližně 700 tisíci návštěvníky ročně je čtvrtým nejnavštěvovanějším v zemi.

## Geografie a podnebí
Örebro má mírné a vlhké kontinentální klima.

## Osobnosti města
- Bertil Lindblad (1895 – 1965), astronom
- Ronnie Peterson (1944 – 1978), automobilový závodník
- Daniel Švédský (* 1973), manžel korunní princezny Viktorie Švédské
- Nina Perssonová (* 1974), zpěvačka a textařka popové skupiny The Cardigans
- Jens Byggmark (* 1985), lyžař

## Partnerská města
- Drammen, Norsko
- Kolding, Dánsko
- Lappeenranta, Finsko
- Łódź, Polsko
- Pau, Francie
- Stykkishólmur, Island
- Terrassa, Španělsko
- Jen-tchaj, Čína